# オープンドア
株式会社オープンドア（英: Open Door Inc.）は、東京都港区に本社を置き、旅行メタサーチサイト「トラベルコ」を中心に運営する日本の企業。

## 概要
旅行比較のメタサーチサイトである「トラベルコ」と海外向けサービスの「Travelko」、伝統工芸品紹介サイト「GALLERY JAPAN」「KOGEI JAPAN」の運営を行っている。
旅行比較サービスとして、パッケージツアーや航空券、ホテルのほか、レンタカーや高速バス、海外Wi-Fiレンタル等、旅行に関係する複数の領域での比較が行えることを特徴としている。

## 沿革
- 1997年4月 - 松下幸之助の曾孫の関根大介が東京都港区三田にて設立。旅行比較サービスの提供を開始。
- 2001年3月 - 東京都港区赤坂に本社を移転し、「RPG大集合」や「ゲーム大集合」などの携帯コンテンツの提供を開始。
- 2014年3月 - ホテルスキップ株式会社の株式を取得し子会社化。同年10月、海外向け多言語旅行比較サイト「HotelSaurus（現：Travelko）」、伝統工芸作品紹介サイト「GALLERY JAPAN」をオープン。
- 2015年12月 - 東京証券取引所マザーズに株式を上場。翌年12月には東京証券取引所市場第一部への市場変更を行った。
- 2020年12月 - ベルトラの第三者割当増資を引き受け資本提携。12.41%の持分比率を取得した[6]。